# Ліпіни (Свентокшиське воєводство)
Ліпіни (пол. Lipiny) — село в Польщі, у гміні Ракув Келецького повіту Свентокшиського воєводства.
Населення — 107 осіб (2011).
У 1975-1998 роках село належало до Келецького воєводства.

## Демографія
Демографічна структура на день 31 березня 2011 року:
|          | Загалом | Допрацездатний вік | Працездатний вік | Постпрацездатний вік |
| -------- | ------- | ------------------ | ---------------- | -------------------- |
| Чоловіки | 56      | 11                 | 39               | 6                    |
| Жінки    | 51      | 10                 | 25               | 16                   |
| Разом    | 107     | 21                 | 64               | 22                   |